# Саннікеллі
Саннікеллі (англ. Sanniquellie) — місто на північному сході Ліберії за 100 км від столиці країни — Монровії. Адміністративний центр графства Німба, порт на річці Нігер. Назва походить від слова «Sunny Kelly» (укр. Сонячний курорт)

## Клімат
Місто знаходиться у зоні, котра характеризується кліматом тропічних саван. Найтепліший місяць — квітень із середньою температурою 25.3 °C (77.5 °F). Найхолодніший місяць — грудень, із середньою температурою 22.1 °С (71.8 °F).
| Клімат Саннікеллі       | Клімат Саннікеллі | Клімат Саннікеллі | Клімат Саннікеллі | Клімат Саннікеллі | Клімат Саннікеллі | Клімат Саннікеллі | Клімат Саннікеллі | Клімат Саннікеллі | Клімат Саннікеллі | Клімат Саннікеллі | Клімат Саннікеллі | Клімат Саннікеллі | Клімат Саннікеллі |
| Показник                | Січ.              | Лют.              | Бер.              | Квіт.             | Трав.             | Черв.             | Лип.              | Серп.             | Вер.              | Жовт.             | Лист.             | Груд.             | Рік               |
| Середня температура, °C | 22,3              | 23,9              | 25,1              | 25,3              | 24,9              | 24,2              | 23,3              | 23,4              | 23,7              | 24                | 23,5              | 22,1              | 23,8              |
| Норма опадів, мм        | 15.8              | 49                | 117.8             | 158.4             | 178.2             | 231.4             | 240.9             | 303.7             | 347.8             | 198               | 77.5              | 28.2              | 1946.7            |
| Днів з опадами          | 1,6               | 3,5               | 8,1               | 10,7              | 15,9              | 18,1              | 21,1              | 23,9              | 23,5              | 18,1              | 8,8               | 3,2               | 156,5             |
| Вологість повітря, %    | 67.1              | 69.1              | 73.8              | 77.4              | 80.1              | 81.9              | 84                | 84.5              | 82.3              | 80.4              | 80.1              | 73.6              | 77.9              |
| ----------------------- | ----------------- | ----------------- | ----------------- | ----------------- | ----------------- | ----------------- | ----------------- | ----------------- | ----------------- | ----------------- | ----------------- | ----------------- | ----------------- |
| Джерело: Weatherbase    |                   |                   |                   |                   |                   |                   |                   |                   |                   |                   |                   |                   |                   |